# آگاتارخوس (دهانه)
آگاتارخوس  یک دهانه برخوردی در ماه‌ است. نام آن از تاریخدان و جغرافیدانی به نام آگاتارخوس کنیدوسی گرفته شده است.

## دهانه‌های اقماری
این دهانه ۱۶ دهانه اقماری دارد.
| آگاتارخوس | عرض جغرافیایی | طول جغرافیایی | قطر          |
| --------- | ------------- | ------------- | ------------ |
| A         | ۲۳.۲° S       | ۲۸.۴° W       | ۱۶.۰ کیلومتر |
| C         | ۲۲.۰° S       | ۳۲.۹° W       | ۱۲.۰ کیلومتر |
| B         | ۲۱.۵° S       | ۳۱.۶° W       | ۷.۰ کیلومتر  |
| E         | ۲۰.۷° S       | ۳۳.۰° W       | ۱۵.۰ کیلومتر |
| G         | ۲۰.۱° S       | ۲۶.۷° W       | ۶.۰ کیلومتر  |
| F         | ۲۰.۳° S       | ۳۱.۸° W       | ۶.۰ کیلومتر  |
| H         | ۲۰.۴° S       | ۳۳.۹° W       | ۱۵.۰ کیلومتر |
| K         | ۲۱.۰° S       | ۲۷.۴° W       | ۱۱.۰ کیلومتر |
| J         | ۲۱.۶° S       | ۳۲.۵° W       | ۱۳.۰ کیلومتر |
| L         | ۲۱.۱° S       | ۲۶.۷° W       | ۸.۰ کیلومتر  |
| O         | ۱۹.۲° S       | ۲۶.۶° W       | ۵.۰ کیلومتر  |
| N         | ۲۱.۱° S       | ۲۹.۶° W       | ۲۲.۰ کیلومتر |
| P         | ۲۰.۲° S       | ۲۸.۷° W       | ۶۶.۰ کیلومتر |
| S         | ۱۷.۷° S       | ۳۰.۵° W       | ۳.۰ کیلومتر  |
| R         | ۱۸.۳° S       | ۳۰.۷° W       | ۵.۰ کیلومتر  |
| T         | ۱۸.۲° S       | ۲۷.۷° W       | ۵.۰ کیلومتر  |